# Jicchak Kanew
Jicchak Kanew, Icchak Kanew (hebr. יצחק קנב, ang. Yitzhak Kanev, Itzhak Kanev, ur. 1896 w Melitopolu, (ob. Ukraina), zm. 8 maja 1980) – izraelski polityk, w latach 1950–1951 poseł do Knesetu z listy Mapai.
W wyborach parlamentarnych w 1949 nie dostał się do izraelskiego parlamentu, jednak 20 kwietnia 1950 objął mandat poselski po śmierci Awrahama Tawiwa. Nigdy więcej nie zasiadał w Knesecie.
Laureat Nagrody Izraela (1962).